# 1685 en philosophie
Chronologie de la philosophie
- 1681
- 1682
- 1683
- 1684
- 1685
- 1686
- 1687
- 1688
- 1689

L’année 1685 a été marquée, en philosophie, par les événements suivants :

## Publications
- Pierre Bayle : Ce que c'est que la France toute catholique sous le règne de Louis Le Grand, 1685.

- François Bernier :  
  - Traité du libre et du volontaire, Amsterdam, 1685, in-12
  - Lettre sur le Café, adressée à Phil.-Sylv. Dufour et publiée par cet auteur dans ses Traités nouveaux et curieux du Café, du Thé et du Chocolate, Lyon, 1685 ;Cette pièce a été réimprimée en 1864 par le docteur Mabille, ainsi que l’importante Lettre à Chapelle, qui, bien que son contenu soit plus philosophique qu’historique, fait partie des Voyages de Bernier comme ayant été envoyée de Chiraz en Perse.

- Antoine Legrand :  Historia sacra a mundi exordio ad Constantini magni imperium deducta, Londres, 1685, in-8°

- Jakob Thomasius : De crimine bigamiae.

## Naissances
- 12 mars : George Berkeley (décédé le 14 janvier 1753) est un philosophe et évêque anglican irlandais, souvent classé dans la famille des empiristes après John Locke et avant David Hume. Son principal apport à la philosophie fut la défense de l'immatérialisme, résumé par la formule esse est percipi aut percipere (« être c'est être perçu ou percevoir »α). Pour Berkeley, les choses qui n'ont pas la faculté de penser (les « idées ») sont perçues et c'est l'esprit (humain ou divin) qui les perçoit. La théorie de Berkeley montre que les individus peuvent seulement connaître les sensations et les idées des objets, non les abstractions comme la matière ou les entités générales. L'originalité et l'étrangeté de sa philosophie sont souvent soulignés. Jean-Louis Vieillard-Baron, qui revient sur l'influence de Berkeley sur le spiritualisme d'Henri Bergson, note que « La philosophie de Berkeley, plus même que celle de Spinoza, est une sorte d'astre errant dans l'histoire de la philosophie. C'est cette originalité absolue qui en fait l'actualité »1.

- 12 octobre : Ishida Baigan (décédé le 29 octobre 1744) est un professeur et philosophe japonais fondateur du mouvement shingaku (apprentissage par cœur) qui préconise que toute éducation comprenne des enseignements d'éthique et de morale.

## Décès
- Jacques Du Roure (début XVIIe - vers 1685) est un philosophe français du XVIIe siècle, et l'un des premiers partisans de Descartes en France.

- 23 octobre à Aizu : Sokō Yamaga (山鹿素行, Yamaga Sokō) (né à Aizu le 21 septembre 1622) était un stratège et un philosophe japonais.